# Franca Pasut
Franca Pasut est une actrice italienne. Elle est surtout connue pour son rôle de Stella dans Accatone de Pier Paolo Pasolini.
Selon Cineserie, elle serait née en 1936.

## Filmographie
- 1960 : Le signore (it) de Turi Vasile
- 1960 : La dolce vita de Federico Fellini : la fille couverte de plumes par Marcello
- 1961 : Les Horaces et les Curiaces (Orazi e Curiazi) de Ferdinando Baldi et Terence Young : une esclave
- 1961 : Accatone de Pier Paolo Pasolini : Stella
- 1962 : Journal intime (Cronaca familiare) de Valerio Zurlini
- 1963 : Rogopag, segment La ricotta de Pier Paolo Pasolini (non créditée)